# Красуская, Анна Адамовна
Анна Адамовна Красуская (1854, Тобольск — 1941, Ленинград) — педагог и учёный-анатом, Герой Труда.

## Биография
Окончила Женские врачебные курсы при Николаевском военном госпитале, учитель гимнастики в гимназии М. Н. Стоюниной в 1881—1887 гг.
В последующем — ученица и сотрудница П. Ф. Лесгафта, сменила его в должности зав. кафедрой анатомии ГДОИФК (руководила кафедрой в 1909—1919 и 1921—1927). С 1927 года профессор-консультант.
В 1918 году присуждено звание профессора анатомии без защиты диссертации — за вклад в развитие науки. Первая в России женщина — профессор анатомии.
Основные темы научных исследований:

- функциональное взаимоотношение мышц и костей,
- анатомия и гистология мышц с анализом функционального значения их строения,
- кровоснабжение органов в связи с их различной функциональной активностью,
- механизм дыхания и влияние на организм дыхательной гимнастики.

Автор научно-популярных работ:
- «Лекции по физическому образованию» — СПб., 1913;
- «Руководство по анатомии человека (по лекциям П. Ф. Лесгафта и А. А. Красуской)» — М., 1927;
- Атлас к Руководству по анатомии человека" — М., 1927;
- «Анатомия мышечной системы: По запискам лекций П. Ф. Лесгафта и А. А. Красуской» — М.. 1938;
- «Теория и практика физической культуры» — М., 1929.

Умерла в 1941 году в блокадном Ленинграде. Похоронена на Литераторских мостках.
Брат — Константин Адамович Красуский, Иван Адамович Красуский

## Награды
- В 1934 году присвоено звание Героя Труда.
- Заслуженный деятель науки РСФСР (1940).